# Ted Daisher
Ted Daisher (* 2. Februar 1955) ist ein American-Football-Trainer, der zuletzt in der Position des Head Coaches der Hamburg Sea Devils (ELF), in der ELF tätig war, er wurde am 6. Juni 2021 entlassen. Daisher hatte zuvor diverse Positionen innerhalb des professionellen Footballs inne. Unter anderem arbeitete er in der United Football League sowie in der NFL für die Philadelphia Eagles, Cleveland Browns und die Oakland Raiders.